# Bazzania deplanchei
Bazzania deplanchei là một loài rêu tản trong họ Lepidoziaceae. Loài này được (Gottsche ex Stephani) Jovet-Ast miêu tả khoa học lần đầu tiên năm 1949.